# Oospila violacea
Oospila violacea är en fjärilsart som beskrevs av W. Warren 1897. Oospila violacea ingår i släktet Oospila och familjen mätare. Inga underarter finns listade i Catalogue of Life.